# Maya Georgieva
Maya Vladimirova Georgieva (em búlgaro:  Мая Владимирова Георгиева; Sófia, 7 de maio de 1955 – Sófia, 21 de setembro de 2023) foi uma jogadora de voleibol da Bulgária que competiu nos Jogos Olímpicos de 1980.
Em 1980, ela fez parte da equipe búlgara que conquistou a medalha de bronze no torneio olímpico, no qual atuou em cinco partidas. Georgieva morreu no dia 21 de setembro de 2023, aos 68 anos.